# Meandry Smědé
Meandry Smědé jsou přírodní rezervací vyhlášenou 1. července 1998 na ochranu krajinářsky hodnotného území údolní nivy řeky Smědé s vyvíjejícími se meandry a slepými rameny a štěrkopískovými náplavy. Má chránit přirozený charakter říčního koryta se společenstvy rostlin a živočichů mokřadů, říční nivy a svahového lesa. Rezervace má rozlohu 137 hektarů, leží v nadmořské výšce 220–280 metrů, nachází se v katastrech obcí Višňová a Černousy v okrese Liberec ve stejnojmenném kraji. Součástí chráněného území je také Dubový rybník, ornitologicky významná lokalita severních Čech.
Geologicky se území nachází na rumburské žule a kvarterních sedimentech.
Okolí meandrů pravidelně každé jaro od odpadků dobrovolně čistí členové a příznivci Jizersko-ještědského horského spolku.

## Flóra
Z celkové rozlohy 137 ha připadá 17,2 ha na lesní půdu. Na sutích zde rostou dub zimní (Quercus petraea) a dub letní (Quercus robur), dále lípa srdčitá (Tilia cordata), lípa velkolistá (Tilia platyphyllos), jilm vaz (Ulmus laevis), javor klen (Acer pseudoplatanus), habr (Carpinus), jeřáb (Sorbus), jasan (Fraxinus excelsior), jedle (Abies alba) a bříza (Betula). V mokřadech roste olše lepkavá (Alnus glutinosa), vrba bílá (Salix alba), vrba trojmužná (Salix triandra), vrba ušatá (Salix aurita), topol osika (Populus tremula), brslen evropský (Euonymus europaeus), kalina obecná (Viburnum opulus), střemcha hroznatá (Prunus padus), bez černý (Sambucus nigra), bez červený (Sambucus racemosa), byl zde vysazen smrk (Picea abies), modřín (Larix decidua), borovice lesní (Pinus sylvestris) a keřík lýkovec jedovatý (Daphne mezereum).
V lesích roste lilie zlatohlavá (Lilium martagon), dymnivka dutá (Corydalis cava) a dymnivka bobovitá (Corydalis intermedia), konvalinka vonná (Convallaria majalis), pryšec sladký (Euphorbia dulcis), samorostlík klasnatý (Actaea spicata), kruštík širolistý (Epipactis helleborine), zvonečník klasnatý (Phyteuma spicatum), v mokřadech a ve vodě je to ďáblík bahenní (Calla palustris), rákos obecný (Phragmites australis) a hvězdoš kalužní (Callitriche stagnalis). Přímo v říčce Smědé roste kromě běžného hvězdoše háčkatého (Callitriche hamulata) také subatlantský prvek hvězdoš hranoplodý (Callitriche platycarpa).

## Fauna
Vyskytuje se zde velmi vzácný pavouk slíďák popelavý (Arctosa cinerea),[ujasnit] žijící na písčitých náplavech pouze na třech místech v ČR, dále vzácný pavouk druhu skákavka rákosní (Marpissa radiata). V řece žije mihule potoční (Lampetra planeri) a střevle potoční (Phoxinus phoxinus). U dubového rybníka hnízdí také vzácný jeřáb popelavý (Grus grus).